# Disleksija
Disleksija (grč.: δυσ- dys (slab, loš) + έξις- lexsis (jezik, riječi)) je poteškoća u učenju. Prvenstveno se očituje kod pisanoga jezika, odnosno čitanja i sricanja. Disleksija je odvojena i razlikuje se od ostalih poteškoća u čitanju koje su nastale iz drugih razloga, a koji mogu biti ne neurološki nedostatak vida ili sluha, ili slaba i neprimjerena poduka čitanja. Neki dokazi pokazuju kako uzrok disleksije može biti različit način obrade podataka u mozgu kod pisanoga i/ili govornoga jezika. Iako je disleksija navodno rezultat različitosti u neurološkom smislu, ona nije poremećaj inteligencije. Osobe s disleksijom su prosječne i natprosječne inteligencije.

## Vanjske poveznice
- Hrvatska udruga za disleksiju
- Međunarodna udruga za disleksiju IDA
- Kratki dokumentarac "I Am Dyslexic" Thoma J. Daviesa